# Høgni Hoydal
 (décembre 2023).
Si vous disposez d'ouvrages ou d'articles de référence ou si vous connaissez des sites web de qualité traitant du thème abordé ici, merci de compléter l'article en donnant les références utiles à sa vérifiabilité et en les liant à la section « Notes et références ».
Høgni Karsten Hoydal, né le 28 mars 1966, est un homme politique féroïen. Il est depuis le 22 décembre 2022, le vice-Premier ministre et ministre des Affaires étrangères, du Commerce et de l'Industrie dans le gouvernement Aksel V. Johannesen II.
Il devient vice-Premier ministre et ministre de la Justice du 16 mai 1998 au 5 décembre 2003. Il est de nouveau, de février à septembre 2008, vice-Premier ministre ainsi que ministre des Affaires étrangères des îles Féroé. De 2015 à 2019, il retrouve cette fonction en devenant en parallèle ministre de la Pêche dans le gouvernement Aksel V. Johannesen I.